# Barra do Corda
Barra do Corda là một đô thị thuộc bang Maranhão, Brasil. Đô thị này có diện tích 7962,428 km², dân số năm 2007 là 79544 người, mật độ 9,99 người/km².